# 新喀里多尼亞跳磯䲁
新喀里多尼亞跳磯䲁（學名：Springeratus caledonicus），為輻鰭魚綱䲁形目胎䲁科跳磯䲁屬的一個種，分布於西南太平洋澳洲及新喀里多尼亞海域，體長可達6.8公分，棲息在珊瑚礁區，雌魚產附著性卵，雄魚會守護卵，幼魚為浮游性，生活習性不明。